# 大野田
大野田（おおのだ）は、長野県松本市安曇の集落の1つであり、1874年（明治7年）に安曇村が発足した際には、その構成4か村の1つであった。集落と南側の梓川の間を国道158号が貫通し、松本方面から上高地・乗鞍高原・岐阜県方面に向かう際には必ず通過する。4か村のうちでは最も松本寄り、つまり梓川の最も下流側にある。梓川の対岸地域および集落東南端に架かる新淵橋を渡った地域は波田地区である。

## 概要
梓川左岸の河岸段丘状（1段）で、長さ900メートル、幅最大250メートル程度の緩傾斜地上に立地している。このため集落は広くなく、「入四か村」と呼ばれた旧安曇村の構成4か村のうちでも、人口規模は最少であった。同じ左岸下流の梓川地区に出るには、崖地を通る。右岸の波田地区に出るには、新淵橋を渡るので、明治2年の新淵橋架橋までは、下流の村落に近かったにもかかわらず、孤立気味であった。近代以降は、筑摩野地域である波田・松本方面との連絡がよくなった。
明治年間の養蚕業の普及・盛況に伴い、それまであった水田も桑園に転換され、地区の畑が桑一色に埋め尽くされた時期が続いた。
集落としての規模は小さいが、島々・稲核に比べると、昭和末期・平成年間における人口減は少ない。

### 名称
「大野田」の名称は古くからのものではなく、「おおぬた」と呼ばれていた地名に、この文字を充てたものである。天正年間（1573年～1592年）のこの地方における戦国の動乱を記した『岩岡家記』には、「大ぬた夏道」「大ぬた小屋」との記述がある。「大ぬた」は地名であり、今日の「大野田」を指す。

## 人口
- 2013年10月1日現在で、世帯数115、人口288（男性142、女性146）である[5]。
- 近世における人口推移は、1728年（享保13年129、1806年（文化3年）168、1865年（慶応元年）208[6]。
- 近世・近代における世帯数推移は、1855年（安政2年）40、1868年（明治元年）40、1901年（明治34年）41、1935年（昭和10年）65[7]。
- 現代における人口推移は、1968年（昭和43年）282、1975年275、1990年（平成2年）256[8]、2013年288。

## 公共交通機関
- アルピコ交通上高地線新島々駅から、上高地・乗鞍高原行きなどの路線バスがある。梓川沿いのバス停留所で乗降する。所要時間約6分

## 文献
- 『安曇村誌　第3巻 歴史上』安曇村、1997年3月
- 『安曇村誌　第3巻 歴史下』安曇村、1998年3月